# Ròcafòrt de Gardon
Ròcafòrt de Gardon (en francès Rochefort-du-Gard) és un municipi francès situat al departament del Gard i a la regió d'Occitània. L'any 2005 tenia 6.667 habitants.